# Ihorombe (Farafangana)
Ihorombe est une commune urbaine malgache située dans la partie est de la région d'Atsimo-Atsinanana.

## Géographie
Avec son climat qui varie selon les saisons, Ihorombe est une commune sensible au climat pluvieux de novembre jusqu'en avril, la saison sèche s'étalant de juin jusqu'en septembre.